# 大築海島
大築海島（おおづくみじま）は、三重県鳥羽市にある無人島（離島）である。答志島の東北東約1 km離れた位置にある。島全体が伊勢志摩国立公園の特別地域、海域がその普通地域の指定を受けている。

## 概要
小築海島（こづくみじま）の近くに位置している。島には大蛇がいると言われ、モリで殺された大蛇が近隣の菅島に流れ込んで「しろんご」と呼ばれるようになった。近年では地元民により動物がいる事が発見された。
大築海島では毎年7月に祭りがあり、賑っている。また周辺ではエビやタコなどの大漁地となっている。鳥羽磯部漁業協同組合答志支所の青壮年部と鳥羽市水産研究所は周辺海域でアワビの生息環境となるアラメの藻場作りを実施している。

菅島の大山から望む大築海島
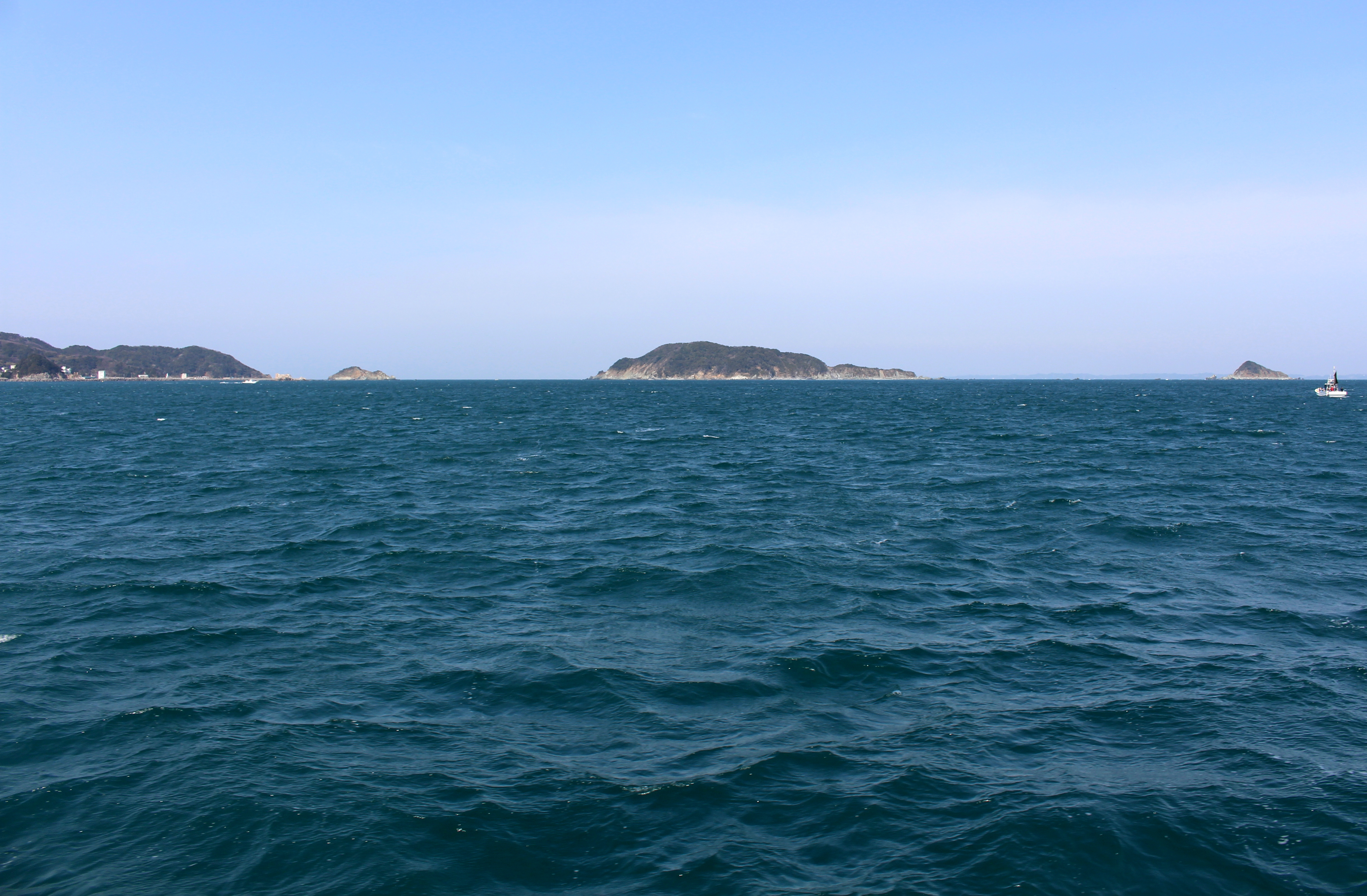
南側の海上から望む島並み、左から答志島、大中山島、大築海島、小築海島

## 歴史
『和名抄』によれば、江浦草（読みはつくも、フトイを指す）が自生していたことから転じて「つくみ」の名が付いた。当初は都久毛島と呼ばれていたという。貝塚および弥生時代中後期の竪穴建物跡や弥生土器などが出土している。